# 伯官大桥
伯官大桥是连接沈阳市棋盘山风景区与浑南区沈抚新城的一座跨越浑河的桥梁，是中国首座六跨中承式飘带形提篮拱桥。

## 历史
伯官大桥于2010年12月20日开工建设，2013年8月16日竣工通车，全长1113.846米，桥梁主桥长430米，引桥长455米，引道及接线道路全长228.846米，桥宽32米，为双向6车道及两侧非机动车与人行道。